# قائمة الأسماء البديلة للعملة
تشير العملة إلى المال بأي شكل من الأشكال عند استخدامه أو تداوله كوسيلة للتبادل، وخاصةً الأوراق النقدية والعملات المعدنية المتداولة. أما التعريف الأكثر عمومية فهو أن العملة هي نظام نقدي (وحدات نقدية) شائع الاستخدام، وخاصةً في الدولة.

### العملة الإنجليزية (لغة كوكني العامية)
المصدر:
- مصطلح عام: "خبز" من "خبز وعسل" مقابل "المال"
- 5 جنيهات إسترلينية: "ليدي جوديفا" أو "خمسة جنيهات إسترلينية"
- 10 جنيهات إسترلينية: "cockle" من "Cock & Hen" أو "tenner"
- 1000 جنيه إسترليني: "حقيبة" من "حقيبة الرمل" مقابل "رائعة"